# Amir Zargari
Amir Zargari (Perzisch: امير زرگری; Khomein, 31 juli 1980) is een Iraans wielrenner die anno 2015 rijdt voor Pishgaman Giant Team.

## Overwinningen
2006
3e etappe Kerman Tour
7e etappe Ronde van Azerbeidzjan
2e etappe Ronde van Oost-Java
2007
2e etappe Ronde van Milad du Nour
2010
1e etappe Kerman Tour (ploegentijdrit)
2e etappe Ronde van Azerbeidzjan
2e etappe deel B en 4e etappe Ronde van Singkarak
2011
2e en 5e etappe Ronde van Singkarak
Eindklassement Ronde van Singkarak
2014
Eindklassement Ronde van Singkarak

## Resultaten in voornaamste wedstrijden
| Jaar |  | WK op de weg |
| ---- |  | ------------ |
| 2005 |  | opgave       |
| 2011 |  | opgave       |

## Ploegen
- 2005 –  Paykan
- 2007 –  Islamic Azad Univercity Cycling Team
- 2008 –  Islamic Azad Univercity Cycling Team
- 2009 –  Azad University Iran
- 2010 –  Azad University Iran
- 2011 –  Azad University
- 2012 –  AG2R La Mondiale
- 2013 –  Azad University Giant Team (tot 24-6)
- 2013 –  RTS-Santic Racing Team (vanaf 25-6)
- 2014 –  Pishgaman Yazd
- 2015 –  Pishgaman Giant Team